# Salman Ahmed Al Ansari
Salman Ahmed Al Ansari (13 giugno 1983) è un ex calciatore qatariota, di ruolo portiere.

## Carriera

### Club
Ha sempre giocato nel campionato qatariota.

### Nazionale
Con la maglia della nazionale ha partecipato alla Coppa d'Asia nel 2000.